# Fraternidade Sacerdotal Jesus Cáritas
A Fraternidade Sacerdotal Jesus Cáritas é uma congregação de padres diocesanos que busca manter a espiritualidade de Charles de Foucauld mantendo seus vínculos à diocese de pertença. Grupos de cinco ou mais padres reunem-se mensalmente para partilha de vida e da experiência no ministério, revisão de vida, aprofundar a espiritualidade do padre diocesano e orar juntos.  Os membros da fraternidade devem ser fiéis à oração diária diante do Santíssimo. Realizam um dia de deserto mensalmente e retiros anuais. e A cada dois anos ocorre o Mês de Nazaré, dedicado à oração. Cada membro da Fraternidade deve fazer a experiência do mês de Nazaré ao menos uma vez na vida.
Buscam estar próximos dos mais pobres e deserdados.
A Fraternidade congrega cerca de quatro mil padres seculares pelo mundo. Existem coordenações nacionais e internacionais e um caixa comum. A Fraternidade comunica-se através de boletins nacionais e internacionais.

## Ligações Externas
- Página do Serviço Internacional da Fraternidade Sacerdotal Jesus Cáritas (em espanhol)
- A Fraternidade Sacerdotal Jesus Cáritas Página da Casa da Reconciliação